# Schwarzenbachtal (Landschaftsschutzgebiet)
Das Gebiet Schwarzenbachtal ist ein vom Landratsamt Villingen am 10. August 1954 durch Verordnung ausgewiesenes Landschaftsschutzgebiet in den Gemeinden Schonach im Schwarzwald und Schönwald im Schwarzwald.

## Lage
Das Schutzgebiet liegt ca. 1,5 km südlich von Schonach und ca. 500 m nördlich von Schönwald im Tal des Schwarzenbachs, welches sich hier in den anstehenden Triberg-Granit eingegraben hat. Das Gebiet gehört zum Naturraum Südöstlicher Schwarzwald.

## Landschaftscharakter
Es handelt sich um ein typisches Schwarzwaldtal mit zerstreut liegenden Schwarzwaldhöfen. Die Schwarzenbachsenke ist vermoort. Das Tal ist zu großen Teilen offen und wird von Wiesen und Weiden und einzelnen Waldinseln geprägt. Im Bereich zwischen Blindensee und Elzhof befindet sich ein größerer zusammenhängender Nadelwaldbestand.

## Zusammenhängende Schutzgebiete
Im Landschaftsschutzgebiet eingebettet liegen die Naturschutzgebiete Elzhof und Blindensee. Das Gebiet gehört größtenteils zum FFH-Gebiet Schönwälder Hochflächen und liegt im Naturpark Südschwarzwald.